# Pellenes levii
Pellenes levii es una especie de araña saltarina del género Pellenes, familia Salticidae. Fue descrita científicamente por Lowrie, Gertsch en 1955.
Habita en los Estados Unidos.